# قلعة شمسي (همت أباد)
قلعة شمسي (بالفارسية: قلعه شمسی) هي مستوطنة تقع في إيران في قسم همت أباد الريفي. يقدر عدد سكانها بـ 429 نسمة .